# Línea 88 (Buenos Aires)
La línea 88 es una línea de colectivos del Área Metropolitana de Buenos Aires. Une Plaza Miserere con las localidades de Cañuelas, San Miguel del Monte y Lobos
Esta Línea es Operada por La Empresa Línea Expreso Liniers, Actualmente Operadora de Servicios Desde Once a Cañuelas.
Desde sus inicios hasta la década de 1950, esta línea llegaba solamente hasta la localidad de Cañuelas, después extendió sus servicios a Lobos.
La línea de colectivos es popularmente conocida como La Lobera.

## Recorridos
- Once - Cañuelas por Rivadavia
- Once - Cañuelas por Alberdi
- Once - Ruta 3 Km. 48 por Rivadavia
- Once - Ruta 3 Km. 48 por Alberdi

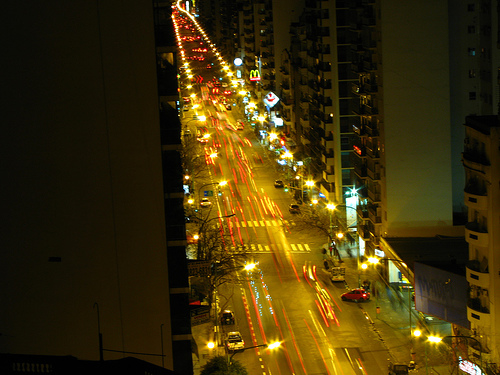
La Avenida Rivadavia, es una de las principales avenidas por donde pasa la línea

- Once - Monte por Rivadavia (Servicio reducido)
- Once - Monte por Alberdi (Servicio reducido)
- Once - Lobos por Uribelarrea por Rivadavia (Servicio reducido)
- Once - Lobos por Uribelarrea por Alberdi (Servicio reducido)
- San Justo - Uribelarrea - Colegio Don Bosco (Días hábiles a la mañana)

*Servicios hasta Km. 48, Km. 29, L. de la Torre y Alberdi, Liniers desde provincia.

## Tiempo de viaje
El recorrido completo desde Estación Once hasta Lobos se realiza en un tiempo aproximado de 4 horas. En días hábiles, el primer servicio parte desde KM 35 a las 04:00 hs, mientras que el primero desde Once sale a las 07:50 hs. El último servicio parte de regreso desde Lobos a las 21:45 hs
| Origen / Destino | Once   | KM 35  | Cañuelas | Lobos  |
| ---------------- | ------ | ------ | -------- | ------ |
| Once             | -      | 1h 45m | 2h 45m   | 4h     |
| KM 35            | 1h 45m | -      | 1h       | 2h 15m |
| Cañuelas         | 2h 45m | 1h     | -        | 1h 15m |
| Lobos            | 4h     | 2h 15m | 1h 15m   | -      |

## Pasajeros
| Año  | Total de Pasajeros | Pasajeros por día | Variación |
| ---- | ------------------ | ----------------- | --------- |
| 2016 | 8 829 813          | 24 125            | 0,00%     |
| 2017 | 8 775 015          | 24 041            | 0,62%     |
| 2018 | 8 524 413          | 23 354            | 2,85%     |

Fuente: Ministerio de Transporte

## Anteriores dueños
- Expreso Líniers SRL (1939 - década de 1950).[1]
- Línea Expreso Liniers SA (1950-Fines de década de 1990)
- L. E. Liniers SA (Fines de década de 1990-2011), manejada por Almafuerte SACIeI / Transp. Ideal San Justo